# Земан, Карел (режиссёр)
Карел Земан (чеш. Karel Zeman; 3 ноября 1910, Остромерж — 5 апреля 1989, Злин) — чешский режиссёр, мультипликатор и сценарист. Один из основателей чешской кукольной мультипликации.

## Биография
Карел Земан родился 3 ноября 1910 года в Остромерже. Был старшим братом Борживоя Земана, также кинематографиста, режиссёра пародийного детектива «Призрак замка Моррисвилль». С детства любил куклы и часто устраивал дома кукольные представления, даже основал свой кукольный театр, но тот просуществовал недолго. В Париже поступил в Художественно-промышленную школу. В 1942 году начал работать в киноателье в городе Злине, где сделал свой первый мультипликационный фильм «Рождественский сон». Затем режиссёр снимает несколько мультфильмов с постоянным персонажем паном Прокоуком. Вместе с Герминой Тырловой и Иржи Трнкой Земан становится основателем чешской кукольной мультипликации. В 1949 году художник снимает свой первый цветной мультфильм — «Вдохновение», в котором использовал фигурки из цветного стекла. В своём первом полнометражном мультфильме, «Клад Птичьего острова» (1952), Земан соединил рисованную и кукольную анимацию.
В 1955 году выходит первый полнометражный комбинированный трюковый фильм Земана — «Путешествие к началу времён», в котором режиссёр сочетает игру актёров с кукольной анимацией и объёмными макетами. Международную известность Земану принес его следующий фильм — «Губительное изобретение» (1958; в советском прокате «Тайна острова Бэк-Кап»), снятый по мотивам романа Жюля Верна «Флаг Родины». В этом фильме окончательно оформился стиль режиссёра. Объединяя игру актёров с различными видами анимации, объёмными макетами и рисованными задниками, Карел Земан стилизует фильм под гравюры первых иллюстраторов романов французского писателя. Фильм получил Гран при на Всемирной выставке 1958 года в Брюсселе; критики и журналисты сравнивали режиссёра с Жоржем Мельесом. Найденного стиля художник придерживался и в последующих трюковых фильмах: в «Бароне Мюнхгаузене» (1961) отправной точкой для него стали рисунки Гюстава Доре, а в «Хронике шута» (1964; в советском прокате «Два мушкетёра») — гравюры XVII века. По мотивам произведений Жюля Верна Земан снял ещё два фильма — «Похищенный дирижабль» (1967) и «На комете» (1970).

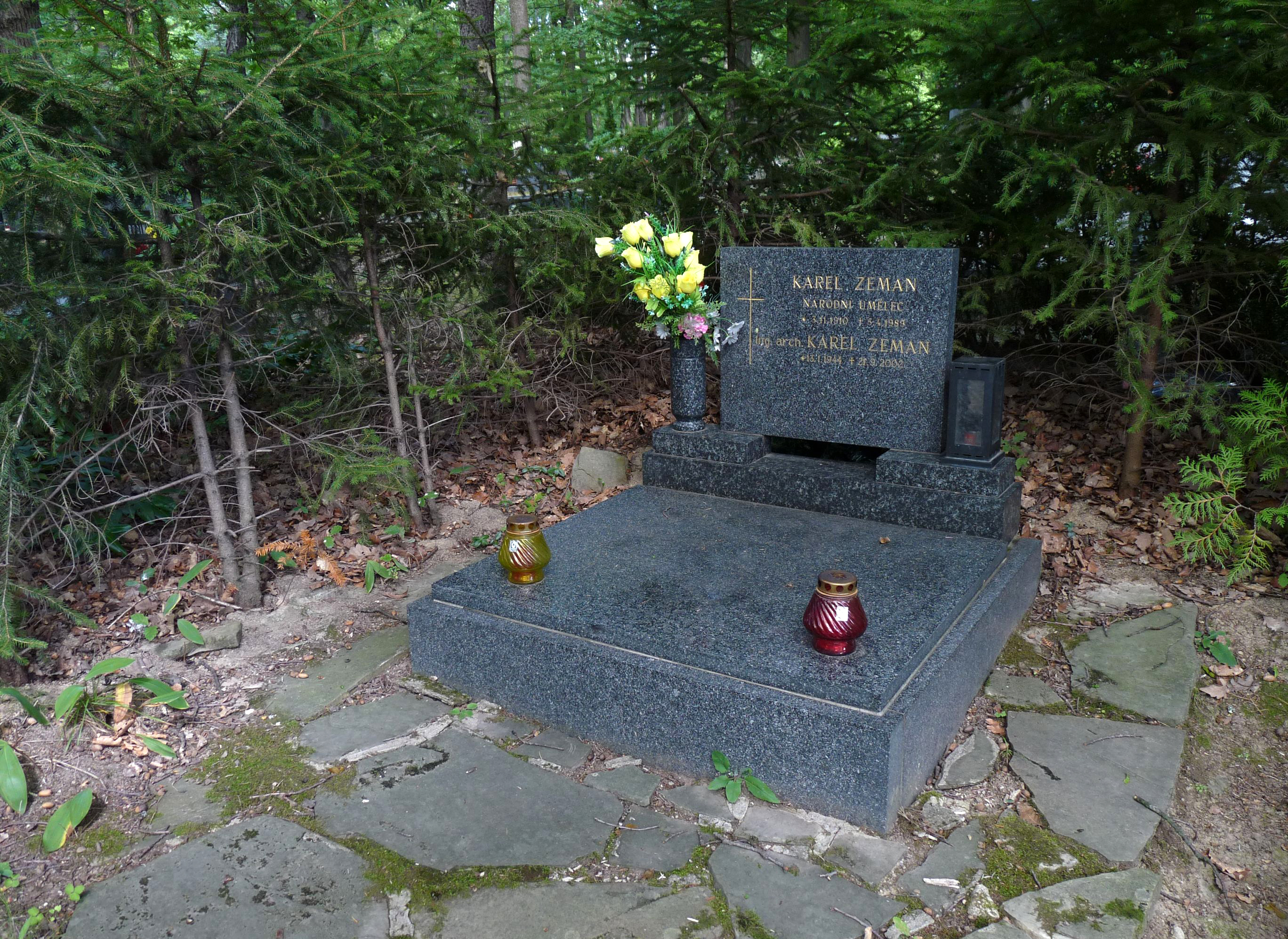
Могила Карела Земана

В начале 1970-х годов у Земана неожиданно отказало зрение, и ему пришлось перенести тяжёлую операцию хрусталиков глаз. Ослабшее зрение не позволяло режиссёру снимать новые комбинированные фильмы, и он вернулся к «чистой» анимации. Теперь художник работает в технике плоской бумажной марионетки. В этой технике он снимает три полнометражных мультфильма: «Тысяча и одна ночь» (1974), «Крабат — ученик колдуна» (1977) и «Сказка о Гонзике и Марженке» (1980; последний фильм Земана).
Карел Земан скончался 5 апреля 1989 года.
В октябре 2012 года в Праге открылся музей Карела Земана.

## Стиль и культурное влияние
Карел Земан создал особый уникальный метод соединения анимации и игрового кино, который получил название «мистимация» (англ. mystimation). В отличие от других методов, в частности, от «динамации» (англ. dynamation) Рэя Харрихаузена, мистимация использует как обычную рисованную, кукольную и перекладную анимацию, так и неанимационные элементы — большие матовые картины, миниатюры, рисунки и фотографии, и всё вместе это стилизовано под произведения изобразительного искусства; при этом Земан стремится не к тому, чтобы анимация стилистически соответствовала живому действию, а, напротив, к тому, чтобы игра актёров соответствовала изобразительному стилю фильма. Творчество Земана оказало влияние на таких режиссёров, как Ян Шванкмайер, Терри Гиллиам, Тим Бёртон и Уэс Андерсон.

## Фильмография

### Короткометражные мультфильмы
- 1945 — «Рождественский сон»
- 1946 — «Хомяк»
- 1946 — «Подкова на счастье»
- 1947 — «Пан Прокоук в искушении»
- 1947 — «Пан Прокоук — бюрократ»
- 1948 — «Пан Прокоук снимает фильм»
- 1949 — «Пан Прокоук — изобретатель»
- 1949 — «Вдохновение»
- 1950 — «Король Лавра»
- 1955 — «Пан Прокоук — друг животных»

### Полнометражные мультфильмы
- 1952 — «Клад Птичьего острова»
- 1974 — «Тысяча и одна ночь»
- 1977 — «Крабат — ученик колдуна»
- 1980 — «Сказка о Гонзике и Марженке»

### Полнометражные игровые фильмы с анимацией
- 1955 — «Путешествие к началу времён»
- 1958 — «Тайна острова Бэк-Кап»
- 1961 — «Барон Мюнхгаузен»
- 1964 — «Хроника шута»
- 1967 — «Похищенный дирижабль»
- 1970 — «На комете»